# Jules Loots
Jules Ludovicus Josephina Loots (Baarle-Hertog, 10 augustus 1915 - aldaar, 27 maart 1974) was een Belgisch handelaar en politicus voor de CVP.

## Levensloop
Loots was van beroep handelaar in veevoeder, deze zaak baatte hij uit samen met zijn broer.
In november 1941 werd hij aangesteld als oorlogsburgemeester te Baarle-Hertog in opvolging van Adrien Govaerts. Na de bevrijding nam Govaerts zijn ambt opnieuw op. Na de gemeenteraadsverkiezingen van 1946 werd Loots opnieuw burgemeester. Hij werd beëdigd in april 1947 en oefende het mandaat uit tot aan zijn dood. Hij werd in deze hoedanigheid opgevolgd door Alfons Leestmans.
In oktober 1961 kwam hij in het nieuws in een zaak waarbij zijn broer verdacht werd betrokken te zijn bij de smokkel van melkpoeder. Eerder zat hij in 1947 112 dagen in hechtenis op verdenking van graansmokkel. Hij werd hiervoor evenwel vrijgesproken.
Hij overleed ten gevolge van een hartaanval. Zijn afscheidsplechtigheid vond plaats op 30 maart 1974 in de Sint-Remigiuskerk te Baarle-Hertog. Zijn neef Harry Loots en diens zoon Philip waren/zijn eveneens politiek actief.